# Isla de Jaina

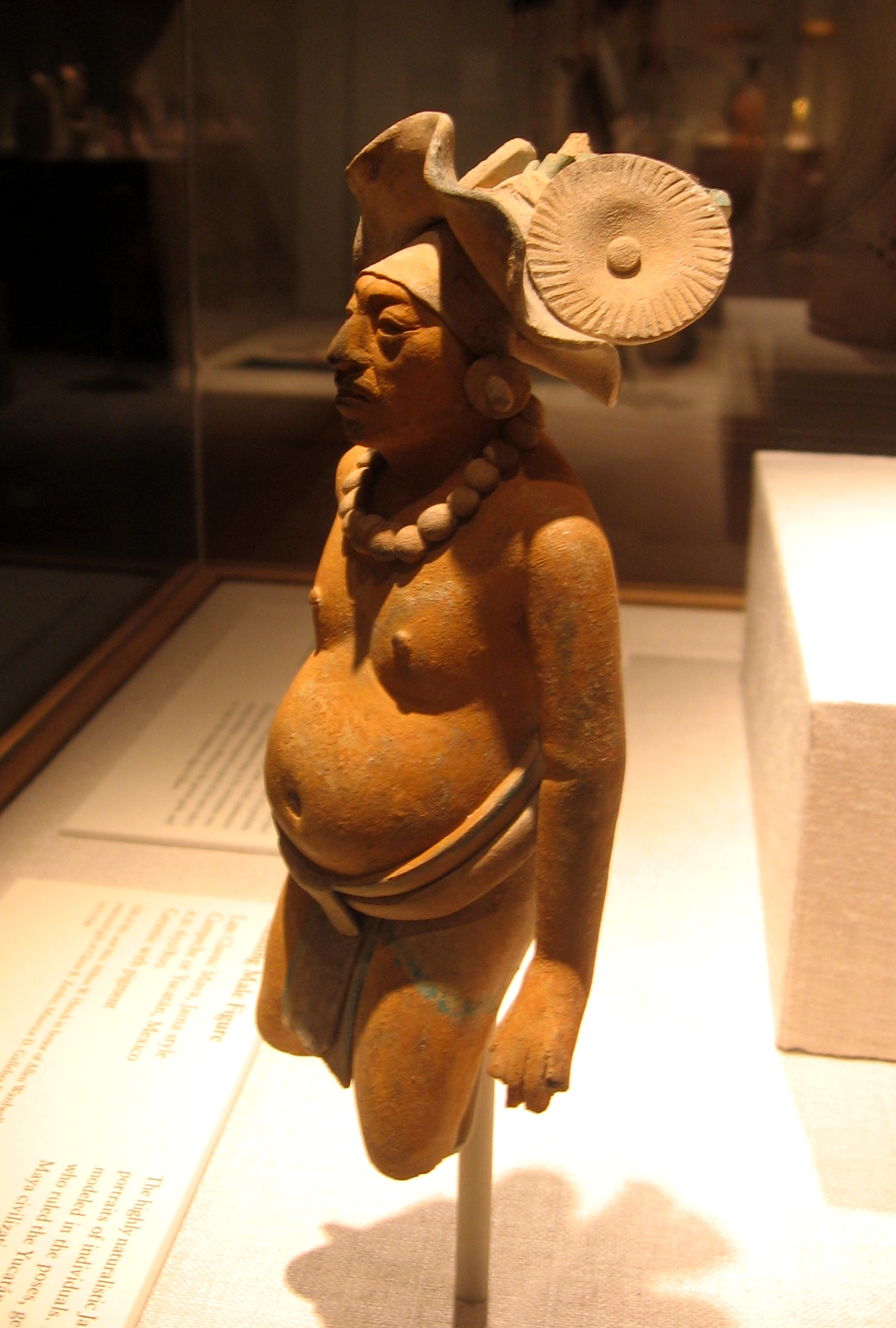
Estatuilla de Jaina hecha a mano que representa a un hombre. Entre 650-800 d. C.

La isla de Jaina se encuentra en el litoral de la península de Yucatán y pertenece al estado mexicano de Campeche. Es una pequeña isla de naturaleza calcárea y construida artificialmente ubicada unos cuarenta kilómetros al norte de San Francisco de Campeche y alrededor de quince al sur de la isla de Piedras. Contiene un importante yacimiento arqueológico maya que consiste esencialmente en una necrópolis cuyos vestigios datan desde el año 600 hasta el 1200 d. C. y cuyo contenido ha sido clasificado por los arqueólogos en tres fases: Jaina I (600-800); Jaina II (800-1000) y Can Pech (1000-1200 d. C.).

## El sitio arqueológico

La isla de Jaina y otras regiones mayas vecinas del litoral de la península de Yucatán.

Tanto la isla de Jaina como la de Piedras y Uaymil fueron sitio de pequeños asentamientos mayas. Jaina se estableció hacia el 300 d. C., y al parecer fue abandonada hacia 1200. La ocupación principal de la isla ocurrió hacia el fin de ese periodo, en el clásico tardío. Los vestigios actuales consisten en dos grupos de edificios en torno a plazas y un juego de pelota.
Lo significativo del sitio está más vinculado a la necrópolis de miembros de la élite que ahí se encuentra y que contiene aproximadamente veinte mil tumbas o enterramientos, de las cuales más de mil han sido excavadas y valoradas arqueológicamente. En cada enterramiento los cuerpos van acompañados de piezas de cerámica y objetos de material vítreo, así como una o más estatuillas de cerámica, que generalmente estaban dispuestas sobre el pecho del ocupante de la tumba o en las manos del mismo.
El nombre de la isla (Jaina) probablemente deriva del término maya jail-na que significaría casa de agua. La ubicación hacia el poniente de este sitio, como necrópolis, también podría estar vinculada a la creencia maya de que hacia ese punto cardinal estaba el mundo de los muertos, «donde el sol se pone».
Como parece evidente, los muertos enterrados en la necrópolis no corresponden a habitantes de la isla, o al menos no en su totalidad, sino que muy posiblemente la mayoría provenía de decesos ocurridos en Edzná o la cercana región de los chenes o Puuc.

## Las figuras
Debido a la gran cantidad encontrada aquí, estas figuras se conocen como "figuras estilo jaina", independientemente de que se hayan encontrado en la isla o no. De hecho, estas figurillas funerarias son mucho más numerosas en los sitios mayas del interior, como el delta del río Usumacinta.
Las primeras figuras de estilo jaina son naturalistas, delicadamente detalladas y "generalmente consideradas como las mejores figuras de arte producidas en la antigua América". Si bien se han encontrado tanto figuras sólidas como huecas, predominan estas últimas y suelen estar equipadas con un silbato o con bolitas de arcilla dentro; al igual que las figurillas mismas, se desconoce la función exacta de tales silbatos y cascabeles. Hechas en arcilla anaranjada y originalmente policromadas, con predominio de ocres y azules, miden generalmente entre 25 y 65 cm de altura, raramente más. Fueron producidas como ajuar funerario y pocas o ninguna fueron producidas en la isla, sino que muchas de las moldeadas procedían de talleres de Jonuta, a cierta distancia al sur y al oeste.
Creadas en estilo realista, son un precioso tesoro que permite vislumbrar el aspecto físico, vestimenta y vida cotidiana de la élite maya de finales del Clásico. Sus cuidados detalles en adornos, pertrechos y herramientas permiten saber el estatus social y oficios. Suelen dividirse en tres fases:
Jaina I (600-800): casi todas las figuras están hechas a mano, con los pigmentos aplicados sobre la arcilla cocida y muestran la mayor finura y naturalismo, al punto de mostrar rasgos singulares que hacen que algunos expertos hablen de auténticos retratos.
Jaina II (800-1000): la mayoría de las figuras son confeccionadas a partir de moldes, a menudo con adiciones de tiras y adornos de arcilla. Si bien ello aumentó la producción, sin duda, una de las razones para la adopción del método, disminuye las oportunidades artísticas, por lo que las figurillas son en general menos detalladas y singulares que las de la fase anterior.
Jaina III o Fase Campeche (1000-1200) está marcada por la adopción total del método a molde, y las figuras a menudo son encaladas. La mayoría representan a una mujer de pie con los brazos levantados. Mayormente identificada con la diosa Xochiquétzal, acaba siendo tan frecuente que supera a cualquier otro tipo, lo que sugiere que las prácticas funerarias habían caído bajo la influencia de una nueva ideología, probablemente importada.

## Galería de figuras en cerámica encontradas en la isla

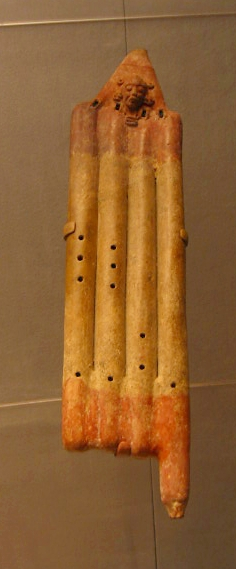
Flauta en cerámica con cabeza en miniatura.
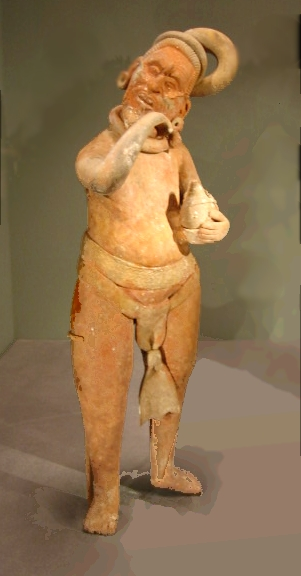
Borracho, bebiendo de una calabaza (400-800).
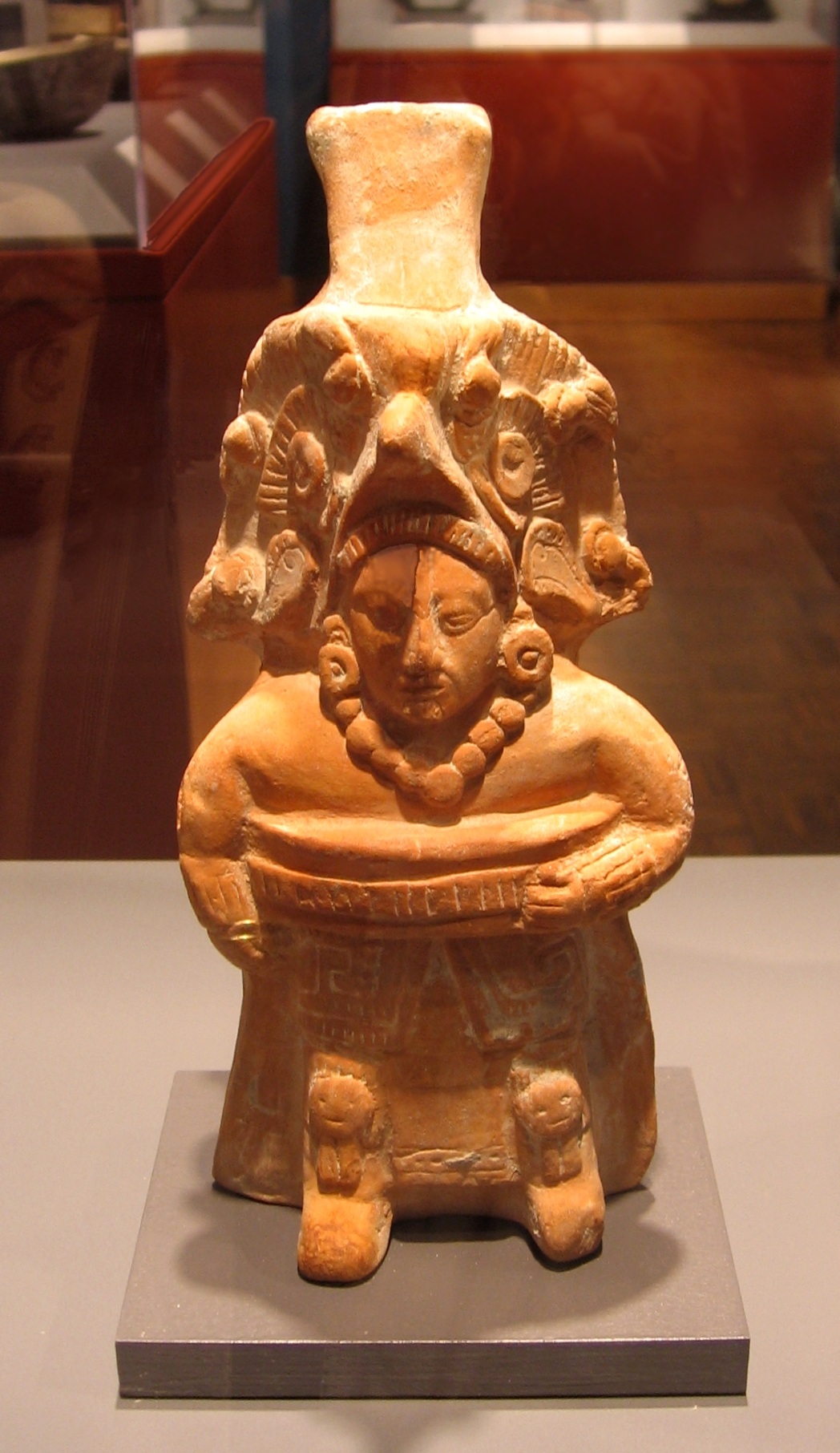
Jugador de pelota, identificable por el ancho cinturón y rodilleras, moldeado (600-900); como muchas, también servía como silbato.
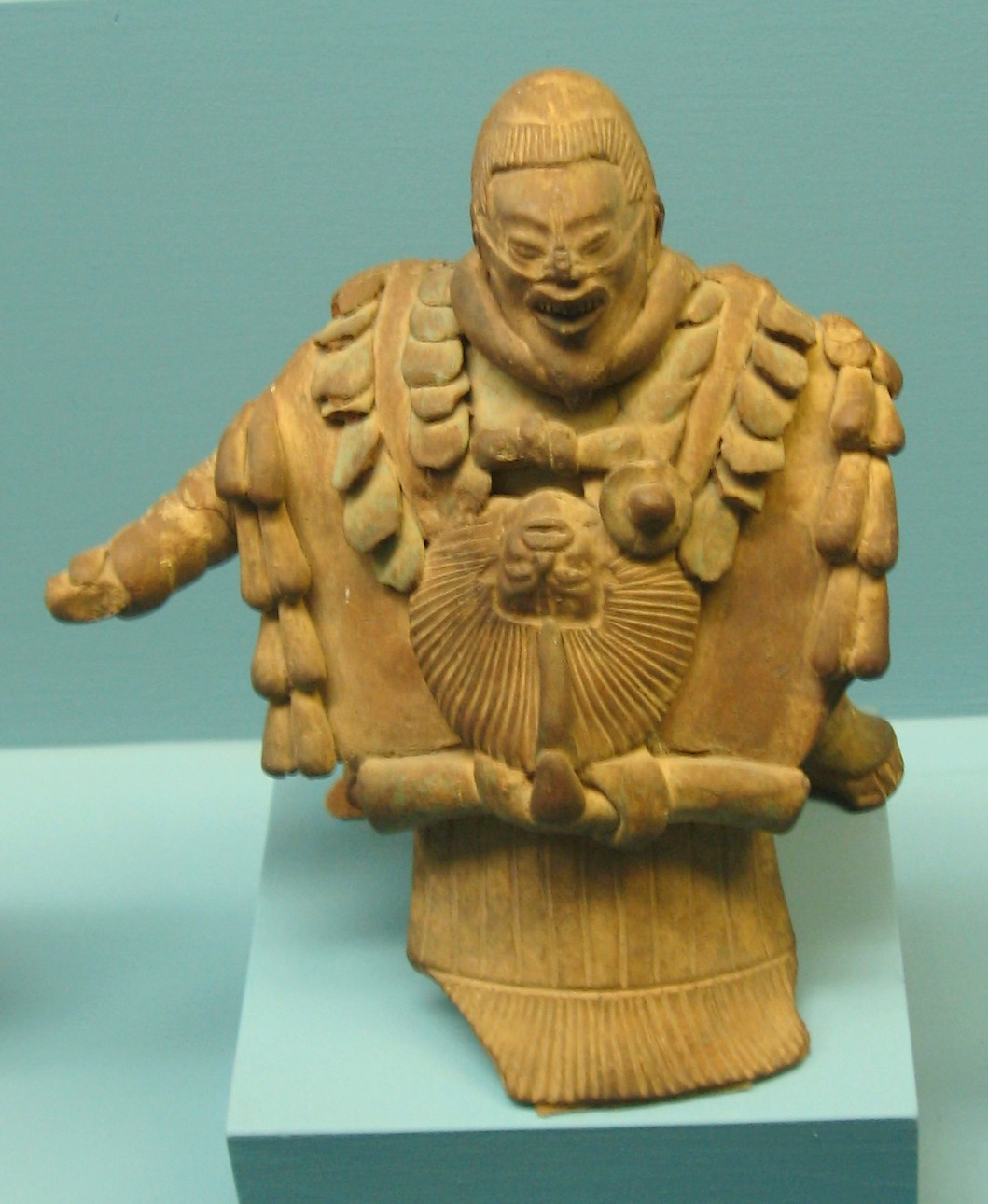
Figura en cerámica de Jaina, hecha a mano, expuesta en el Museo Americano de Historia Natural de Nueva York.
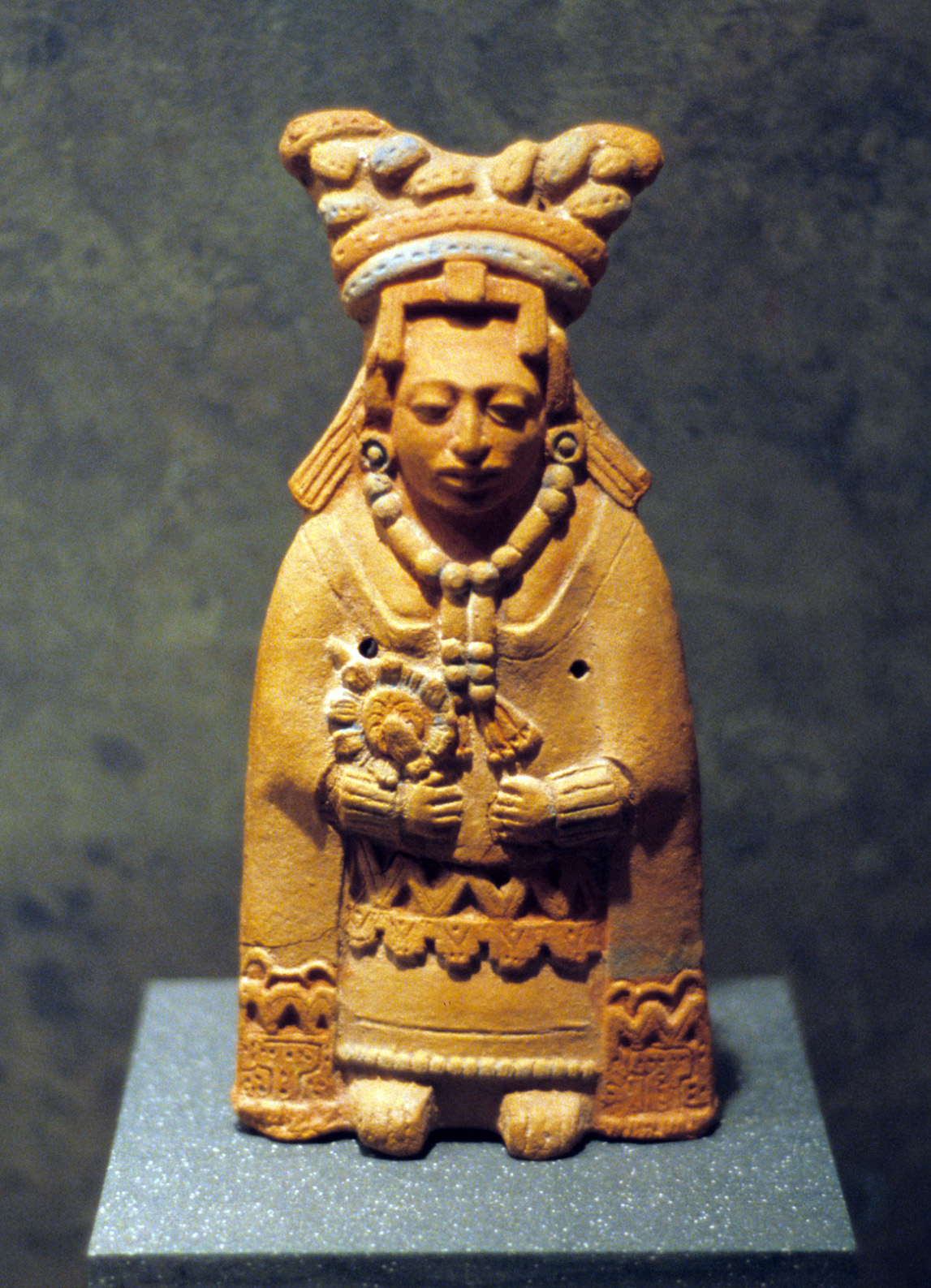
Figura de la isla de Jaina, moldeada, una dama.
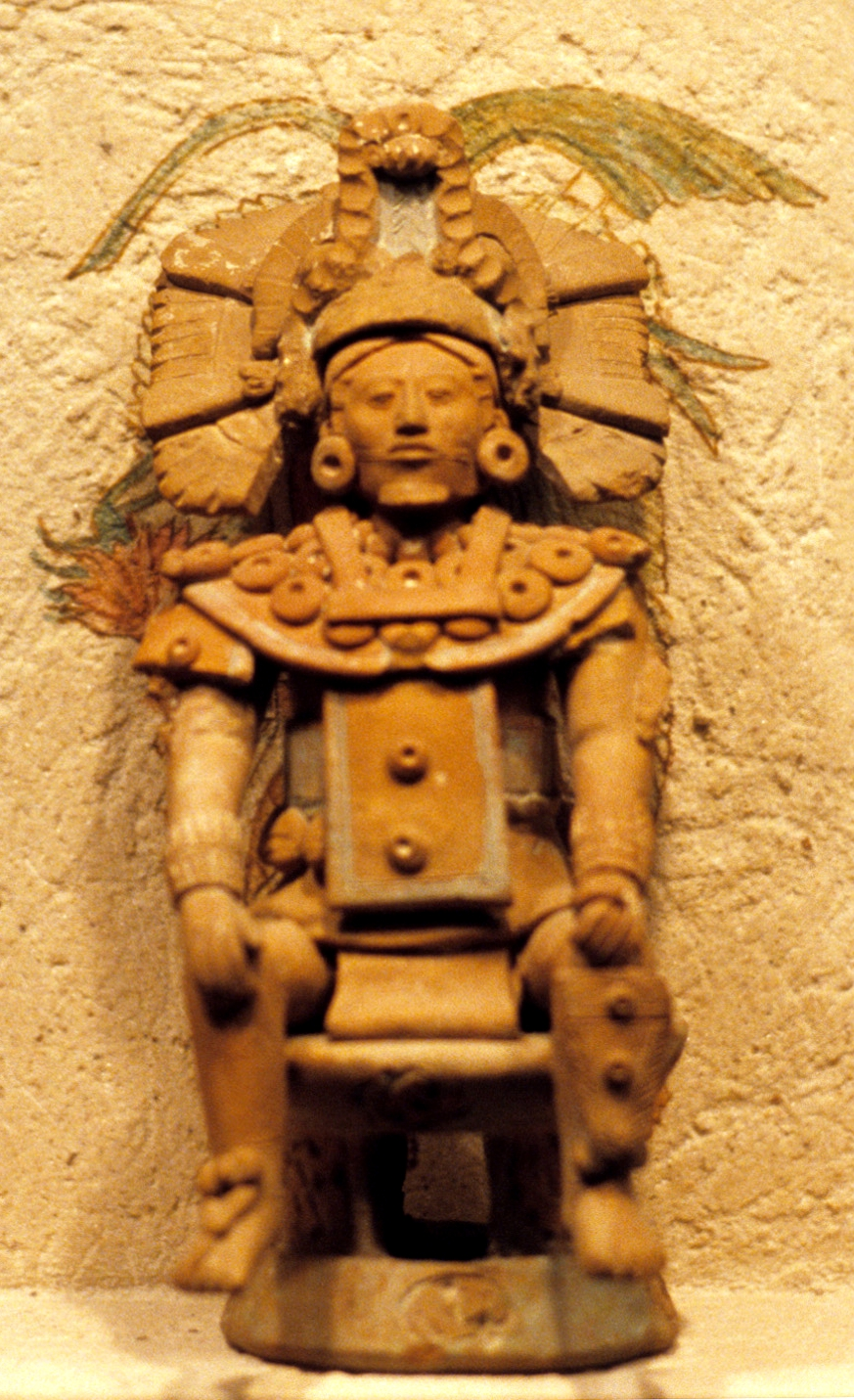
Figura de la isla de Jaina, hecha a mano, un noble.
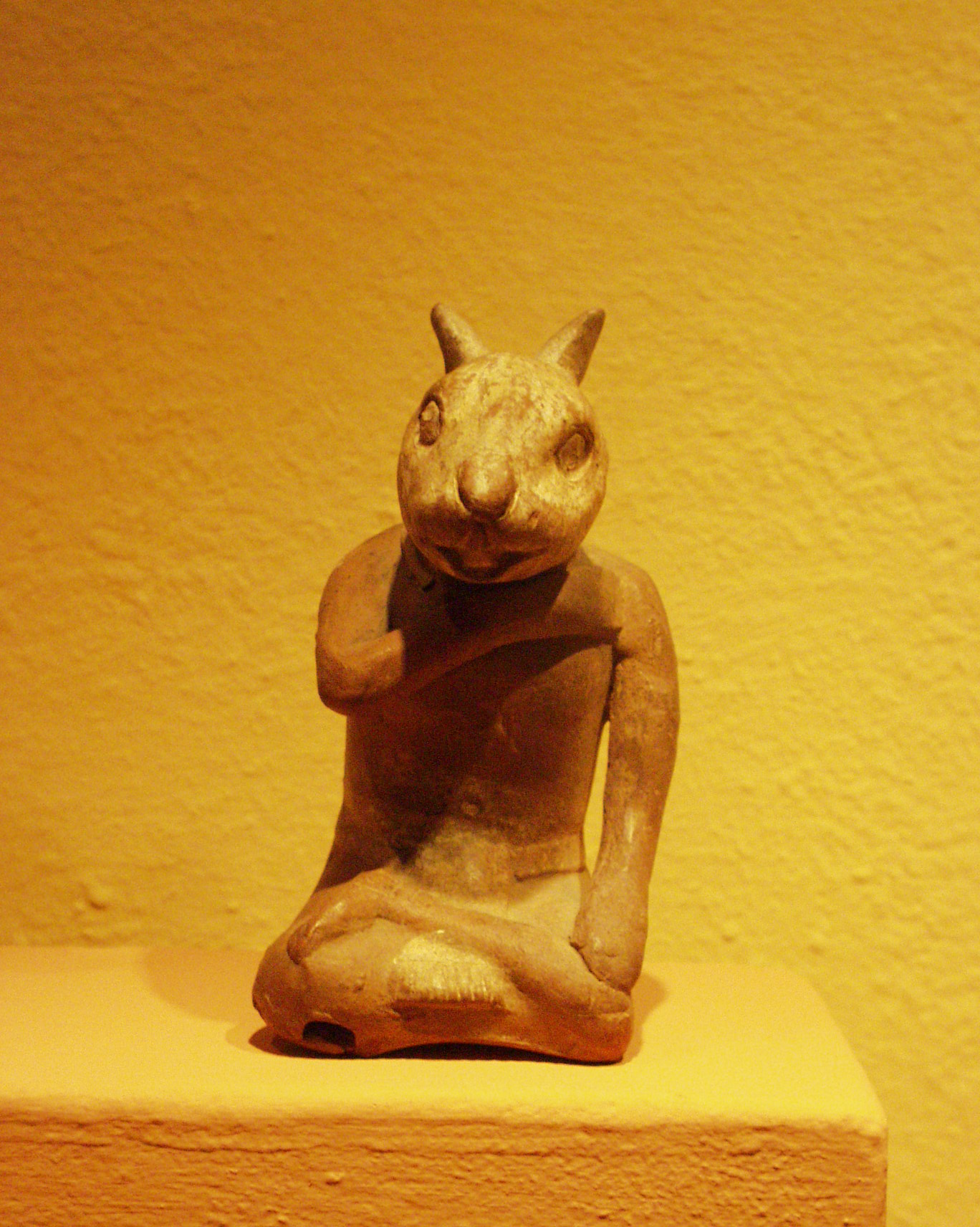
Figura zoomorfa de Jaina (700 d. C.).